# Charles Pinckney National Historic Site
Le Charles Pinckney National Historic Site est site historique national américain protégeant une portion de l'ancienne Snee Farm, une plantation ayant appartenu à Charles Pinckney à Mount Pleasant, en Caroline du Sud. Créé le 8 septembre 1988, il est géré par le National Park Service. Sa principale attraction est la Snee Farm House, laquelle est inscrite au Registre national des lieux historiques depuis le 13 avril 1973 et classée National Historic Landmark depuis le 7 novembre 1973.